# Interstate 44
L'Interstate 44 (I-44) è un'autostrada statunitense della Interstate Highway che si estende per 1019.99 chilometri e collega Wichita Falls con Saint Louis passando per Oklahoma City.